# Pleurotomaria barrealensis
Pleurotomaria barrealensis is een fossiele slakkensoort uit de familie van de Pleurotomariidae. De wetenschappelijke naam van de soort is voor het eerst geldig gepubliceerd in 1927 door Cowper Reed.